# 終姓
终姓是中文姓氏之一，在《百家姓》中排第344位。在现代是极罕见的姓氏。

## 起源
终姓有两个来源：
1. 帝颛顼之后陆终有后裔取其名字中的终为姓。
2. 据《风俗演义》和《元和姓纂》记载，夏朝太史令终古的子孙有以终为姓的。

## 郡望
- 南阳郡：战国秦所置，治所在宛。
- 济南郡：西汉初年将临淄郡改为齐郡，后再由齐郡中分出济南郡。

## 延伸阅读
[在维基数据编辑]
 《百家姓》
 《欽定古今圖書集成·明倫彙編·氏族典·終姓部》，出自陈梦雷《古今圖書集成》